# Доисторическая Иберия
Доисторический период Иберийского полуострова, на котором в настоящее время расположены Испания и Португалия, охватывает время от появления первых гоминид и до возникновения первых письменных памятников в эпоху финикийской колонизации.
Иберия названа римлянами от названия народа иберов, населявших восточное побережье полуострова. Письменная история полуострова начинается с прибытием колонистов (финикийцев, греков, карфагенян и, позже, римлян). Колонисты были технологически и культурно более развиты по сравнению с местными жителями, сохранявшими многие пережитки позднего бронзового века, поэтому вместо культурного взаимопроникновения последовал упадок автохтонных культур и их последующая ассимиляция римлянами к началу новой эры.

## Географические условия

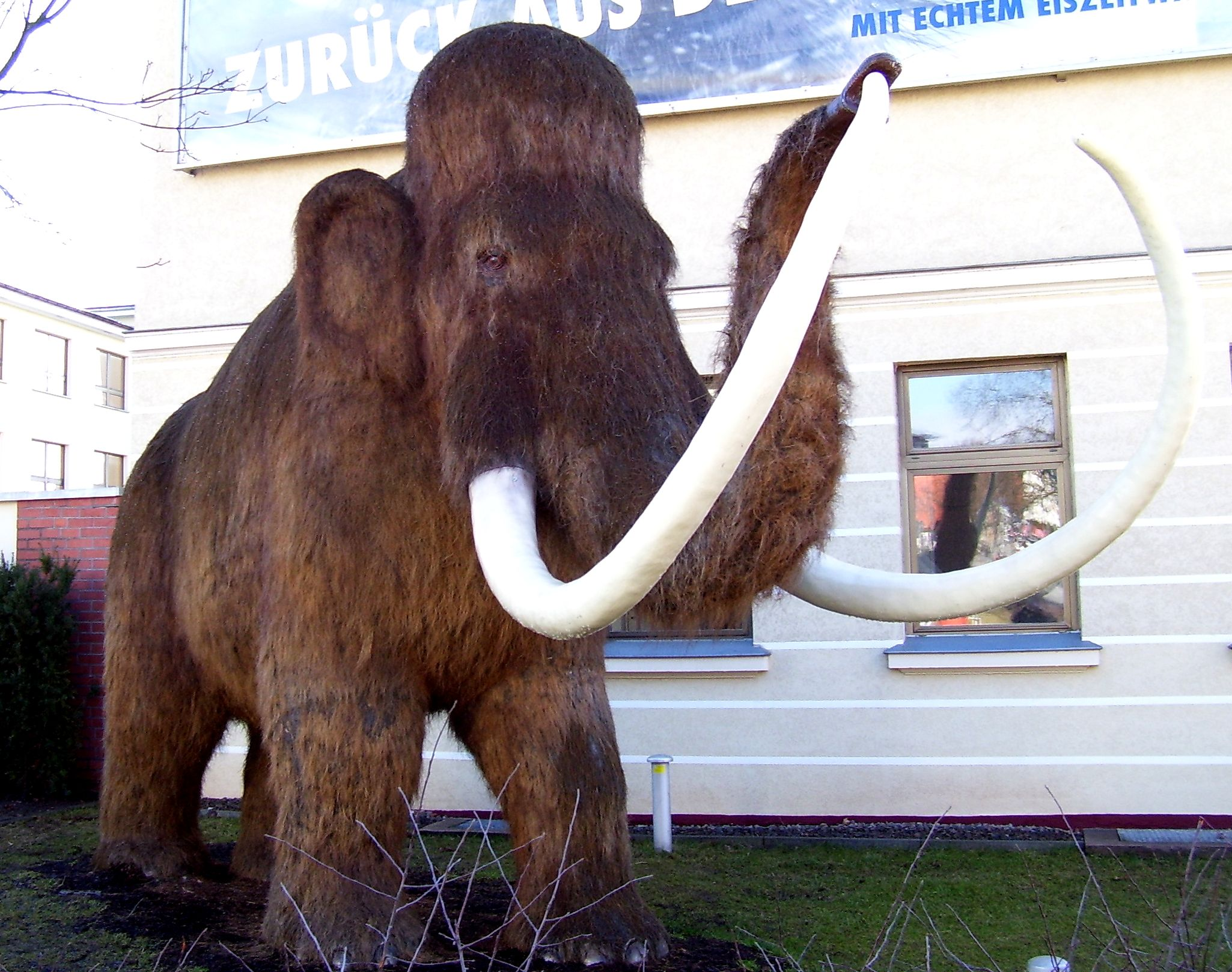
Мамонт (реконструкция)

При изучении истории Пиренейского (Иберийского) полуострова следует учитывать орографические и климатические особенности, которые повлияли на историческое развитие региона.
Относительная изоляция полуострова от севера Европы, вызванная естественной границей — Пиренейскими горами — способствовала тому, что связь между культурными явлениями на Иберийском полуострове и в Европе была не так прочна. С другой стороны, в силу своего географического положения полуостров стал звеном, связывающим Европу и север Африки.
Также играли роль сложный рельеф и очень изменчивый климат. Реки, более полноводные, чем сейчас, создали речные террасы, благоприятные для обитания человека. Кроме того доказано, что существовала вулканическая активность, особенно в двух зонах: в современных провинциях Сьюдад-Реаль и Жирона.
В истории климата зафиксировано четыре ледниковых периода и три периода межледниковья. Хотя оледенения и отличались между собой, в целом климат полуострова в тот период был более дождливым, чем сейчас, и напоминал современный климат Польши или европейской России. Климат побережья Кантабрии был гораздо более холодным и влажным, сходным с климатом современного севера Шотландии. В периоды межледниковья таковым был климат кантабрийского побережья, а Андалусия представляла собой полупустыню.
Большая часть жителей Иберии занималась охотой. В ледниковые периоды на её территории были распространены мамонты, шерстистые носороги и северные олени, происходившие из центральной и северной Европы. В периоды межледниковья обитали южный мамонт, прямобивневый слон и носорог Мерка. Кроме того в разные климатические периоды обитали другие животные: медведь, волк, лошадь, зубр, кабан, собака, олень и коза.

## Палеолит
Палеолит делится на три этапа:
- Нижний палеолит, от 1 500 000 до 100 000 лет до н. э.
- Средний палеолит, от 100 000 до 35 000 лет до н. э.
- Верхний палеолит, от 35 000 до 10 000 лет до н. э.

### Нижний палеолит
К внеафриканским «преолдованским» индустриям может быть отнесена каменная индустрия стоянок Барранко Леон, Фуенте Нуева 3, Сима дель Элефанте (Испания). Близ населённых пунктов Гуадикс и Баса (Guadix-Baza Basin) недалеко от Гранады в составе автономного сообщества Андалусии нашли каменные артефакты возрастом ок. 1 млн лет, несущие явные следы человеческого воздействия — осколки кремня, которым была придана серповидная форма. Характеристики каменных орудий возрастом 0,83±0,07 млн л. н. из отложений на берегах реки Вальпарад (Vallparadis), которая протекает через город Террасса (Барселона), сравнимы с характеристиками олдувайской технологии Mode 1.
До недавнего времени археологи датировали появление человека в Европе около 600—500 тыс. лет назад. Они считали, что это были небольшие группы охотников-собирателей вида Homo erectus. Останки периода нижнего палеолита на Иберийском полуострове были весьма скудными и датировались около 500 тыс. лет назад.
Однако сложившиеся представления полностью изменили недавние находки в Сьерра-де-Атапуэрка близ Бургоса. Древнейшие достоверные человеческие останки в Европе — первая фаланга мизинца левой кисти (ATE9-2), зуб (премоляр) и челюсть (ATE9-1, уровень TE9) Homo sp. (возможно вида Homo antecessor — человек-предшественник) из испанской пещеры Сима дель Элефанте в Атапуэрке, датируемые возрастом 1,2—1,3 млн лет назад, и фрагмент челюсти из квадрата K29 в верхней части уровня TE7 человека, жившего приблизительно между 1,2 и 1,4 млн лет назад.
В 1994 году при обследовании уровня TD пещеры на вершине Гран-Долина (исп., хребет Атапуэрка) были обнаружены наиболее древние тогда в Испании останки гоминида, датируемые около 780 тыс. лет назад.
Члены исследовательской группы в районе хребта Атапуэрка, проанализировав найденные останки, пришли к заключению, что это был вид гоминидов, отличных от человека прямоходящего, более развитый и с объёмом черепной коробки (см. размер мозга) около тысячи кубических сантиметров. Благодаря им была предложена новая гипотеза эволюции человека. Древние жители Атапуэрки происходили от названного Homo antecessor (человек предшественник) — промежуточного звена между человеком прямоходящим и двумя такими видами, как, распространившиеся по территории Азии и Европы начиная со среднего плейстоцена Homo neandertalensis и Homo sapiens.
По своей культуре гоминиды нижнего палеолита были охотниками и собирателями, жили небольшими группами, без постоянного места обитания, во временных стоянках под открытым небом, обычно поблизости рек. Двусторонние рубила (бифасы) данных гоминид обнаружены по всей территории Испании и Португалии, нередко вместе с костными останками крупных млекопитающих. По мнению специалистов, гоминиды либо употребляли в пищу трупы крупных животных, либо охотились на них группами, загоняя их в ловушки. Судя по некоторым костным останкам, найденным в Атапуэрке, эти гоминиды могли практиковать каннибализм.

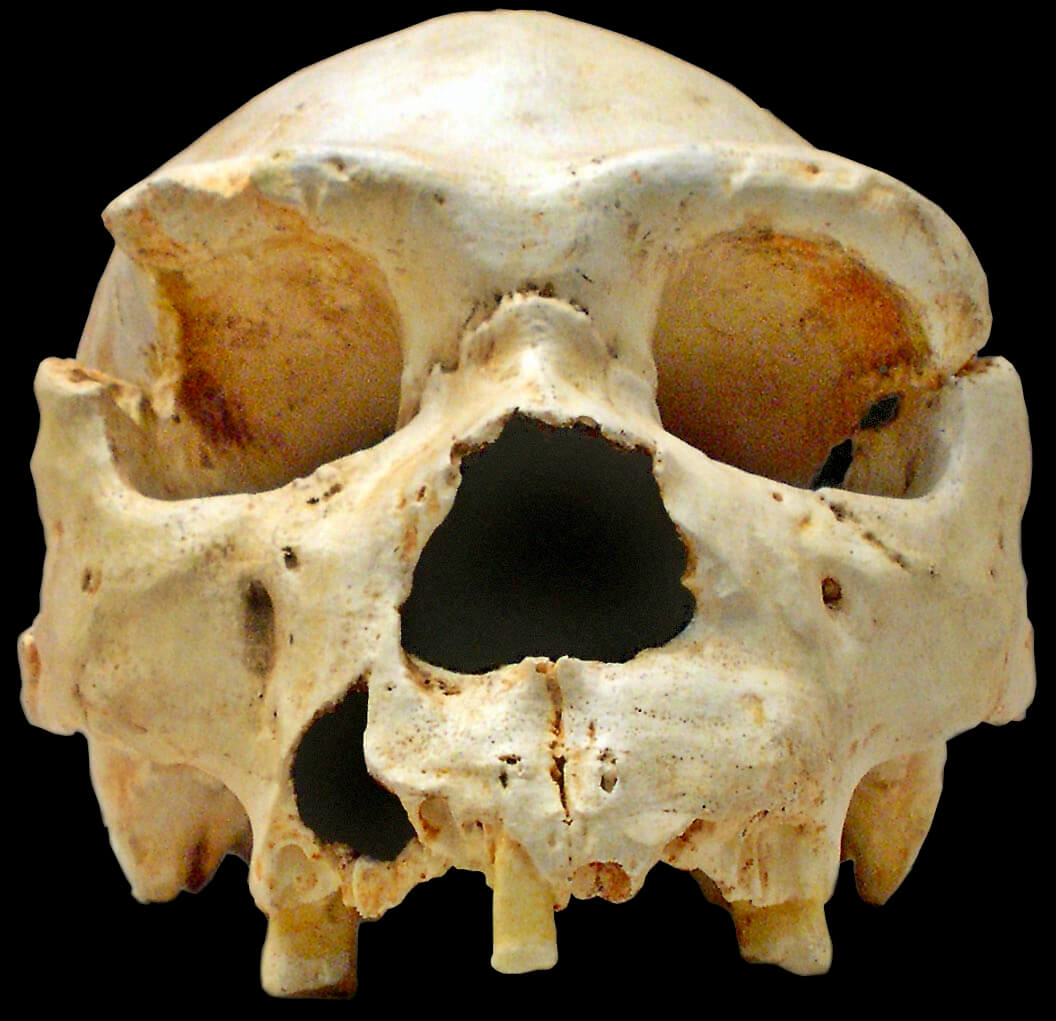
Череп № 5 или АТ 700 (Мигельон) из Пещера костей — самый полный пренеандертальский череп, найденный в мире

В испанской пещере Сима де лос Уэсос (Sima de los Huesos) обнаружены останки гейдельбергского человека возрастом ок. 400 тыс. лет, анализ ДНК которых показал, что он находится на неандертальской линии.
В Португалии близ города Торриш-Новаш в одной из пещер карстовой системы Альмонда Грута де Ароейра (Aroeira cave) или Галерия Песада найден череп представителя вида Homo heidelbergensis, возраст которого оценивается в 390—436 тыс. лет, а также клык и моляр. Часть костей животных в пещере Ароэйра была обожжена. В Торральбе и Амброне (Испания), присутствуют древесный уголь и древесина, а ашельские изделия из камня имеют возраст 0,3—0,5 млн лет.

### Средний палеолит

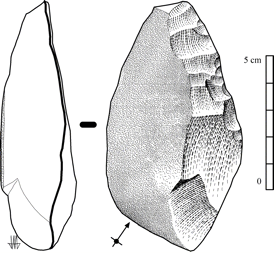
Скребок для обработки кожи

Этот период, также называемый в Европе мустьерским, связывается с Homo neanderthalensis или просто неандертальцами. Это гоминиды, чья культура, согласно традиционной датировке, существовала в промежутке 100 000 — 43 000 лет назад, что большей частью совпало с Вюрмским оледенением. Несмотря на это, появление неандертальцев само по себе не является границей между нижним и средним палеолитом, поскольку неандертальцы возникли в Европе в результате автохтонного развития из другого вида. На территории Испании обнаружено несколько мест с характерными для неандертальцев мустьерскими орудиями, которые относятся к периоду Рисского оледенения, то есть около 200000 лет назад (например, пещера Лас-Грахас близ местности Арчидона в Малаге).
Хотя до недавнего времени неандерталец считался потомком вида Homo erectus, согласно гипотезе антропологов из Атапуэрки он мог быть дальнейшим развитием более позднего вида Homo heidelbergensis. Об этом могут свидетельствовать, в частности, останки 32 представителей последнего вида, найденных в Яме Костей в местности Сьерра-де-Атапуэрка (датируются около 430 тыс. лет назад), у которых уже имеются некоторые черты, характерные для неандертальцев.

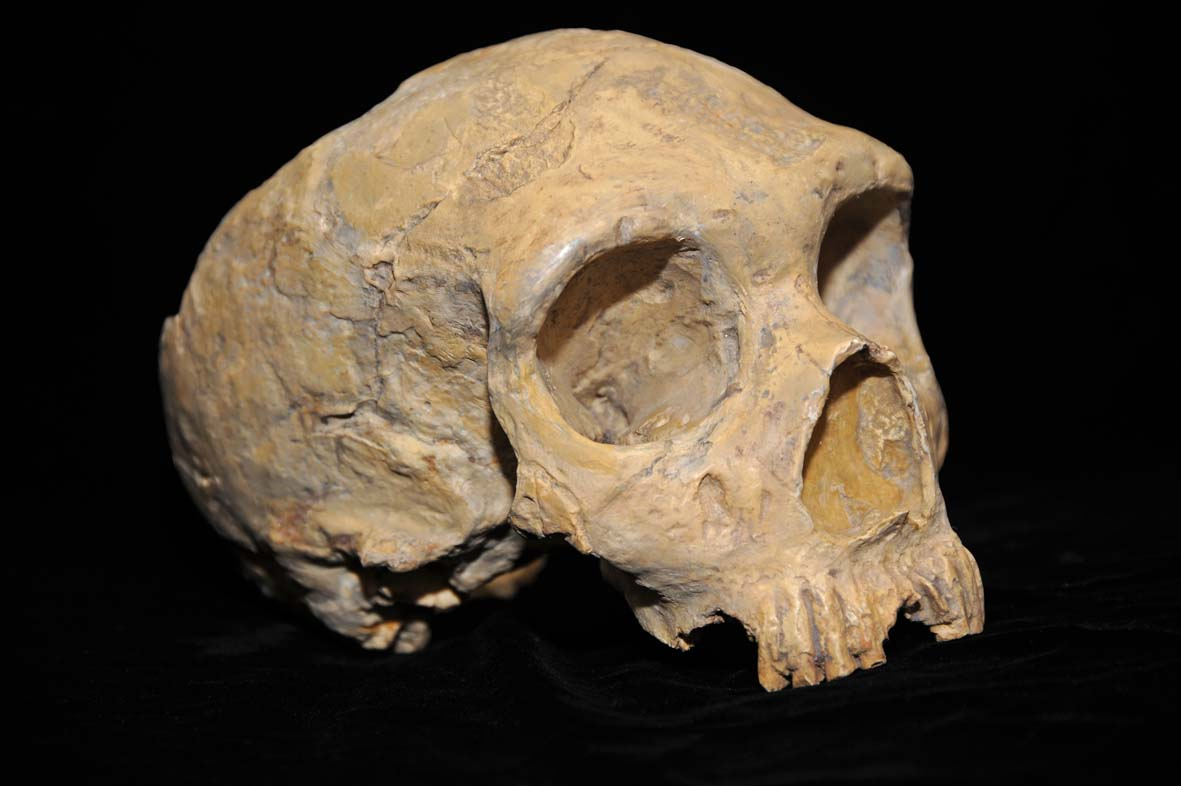
Череп неандертальца Gibraltar 1, найденный в 1848 году

Существуют многочисленные свидетельства присутствия неандертальцев на Иберийском полуострове. В частности, в окрестностях Гибралтара (пещера Горама, Беннета, Ибекс, Вангард, Хайина, Форбса (Гибралтар 1), Башня Дьявола (Гибралтар 2)) были обнаружены 2 черепа, в пещере Эль-Сидрон — останки 12 неандертальцев, съеденных 49 тыс. л. н., а в многочисленных других местах по всему Иберийскому полуострову — костные останки и несколько зубов. Обнаруженные в Сафаррая (Zafarraya) неандертальцы жили не 31—33, а 46 тыс. лет назад и тоже практиковали каннибализм. В Y-хромосоме неандертальца из Эль-Сидрона обнаружили три мутации, связанные с работой иммунной системы и работой вторичных комплексов гистосовместимости. Это могло приводить к развитию реакций отторжения плода, в результате чего ребёнок, зачатый женщиной-сапиенсом от мужчины-неандертальца, оказывался нежизнеспособным.
В окаменевших фекалиях неандертальцев из местонахождения Эль-Салте (Испания) в копролитах найдены следы растительной пищи.
Покрашенные в жёлтый и красный цвета морские раковины с просверлёнными в них отверстиями, найденные в пещере Куэва де лос Авьонес (Cueva de los Aviones) на юго-востоке Испании, датируются возрастом 120—115 тыс. лет назад. В португальской пещере Фигейра-Брава (Gruta da Figueira Brava) в 30 км от Лиссабона неандертальцы употребляли в пищу морепродукты от 106 000 до 86 000 лет назад.
На пляже Маталасканьяс (Уэльва) рядом с национальным парком Доньяна на юго-западе Испании обнаружено 90 окаменевших следов, оставленных неандертальцами 106 ± 19 тыс. лет назад.
Неандертальцы занимались охотой и собирательством. Они были весьма сильными, а по объёму мозга мало отличались от современного человека. В отличие от своих предков, неандертальцы проявили заметное культурное разнообразие, что было обусловлено, в частности, более заметными климатическими и температурными колебаниями, которые заставляли их искать убежища в пещерах. Неандертальцы усовершенствовали некоторые ранее применявшиеся гоминидами технологии, такие, как охота на крупных животных (лошади, северные олени, бизоны), использовали их мех. Орудия так называемого мустьерского типа были довольно разнообразными и специализированными. Интерес неандертальцев к ярким предметам и практика их погребений в пещере Морин (es:Cueva Morín) указывают, что у них существовали примитивные духовные представления.
Около 43,5 тыс. л. н. на стоянке Аранбальца II проявили носители шательперонской культуры.
На Пиренейском полуострове, судя по датам со стоянки Эль Сальт (El Salt) в Аликанте, неандертальцы вымерли не позже 43 тыс. лет назад, примерно во время события Хайнриха 5. Резкое изменение осадочных пород в верхней части последовательности предполагает сильный эпизод аридизации, совпадающий с последним заселением этого места неандертальцами. Мустьерские слои в пиренейских пещерах L’Arbreda, Labeko Koba и La Viña, датировавшиеся ранее возрастом 29 тыс. лет, по новой методике оценили в 44 тыс. лет.
На реке Эбро на границе среднего и верхнего палеолита сложилась ситуация, получившая название «граница Эбро»: на северном берегу реки Эбро жили кроманьонцы, а на южном берегу в засушливых условиях эдафических степей — последние неандертальцы). На неандертальской стоянке шательперонской культуры в пещере Фордада на северо-востоке Каталонии найдены кости пальцев и когти крупной птицы из семейства ястребиных Aquila adalberti (испанский могильник) возрастом ок. 40 тыс. лет назад со надрезами, нанесёнными почти через одинаковое расстояние и под одним углом. Найденные на стоянках неандертальцев в Хорватии и Франции ожерелья из когтей птиц из рода Aquila на 50—60 тыс. лет древнее иберийских находок.

### Верхний палеолит

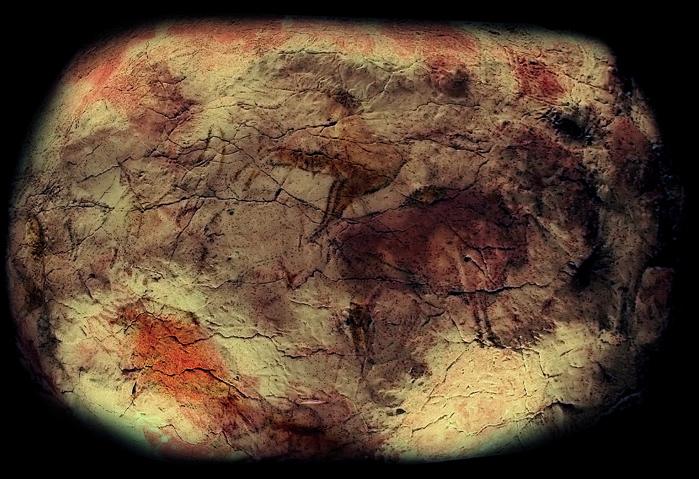
Копия полихромной росписи в пещере Альтамира, Кантабрия

Этот этап палеолита продолжался на большей части Европы с 40 000 до 8000 лет до н. э. Он связан с тем, что в Европе Homo sapiens (кроманьонец) окончательно вытеснил неандертальца, вымершего на рубеже среднего и верхнего палеолита. Культура кроманьонцев была более развитой по сравнению с неандертальской. Кроманьонцы жили в хижинах на открытом воздухе или же в пещерах (в последних — особенно в холодных регионах). По-видимому, существовали кочевые группы, которые попеременно занимали те или иные районы охоты. Большое изобилие находок, связанных с тем временем, указывает, с другой стороны, на экспоненциальный прирост населения в сочетании с более разнообразным и питательным рационом, включавшим фрукты, рыбу и другие морепродукты.
Изделия этого периода — каменные, с заметно улучшенной степенью обработки и разнообразия, а также изделия из кости, рога и слоновой кости, украшенные и достаточно сложные, например, гарпуны. Заметен прогресс в культурных изделиях (предметы искусства, украшения, росписи на стенах пещер и др.) и духовной практике (погребения, погребальные дары, небольшие скульптуры и др.).
Памятники верхнего палеолита сконцентрированы в двух крупных регионах Иберийского полуострова. В зоне Испанского Леванта имелись поселения, характеристики которых заметно отличались от других европейских регионов. Среди найденных там объектов — оригинальные наконечники стрел с зазубринами и стержнем для вставки, а также странные расписные пластины.
Артефакты ориньякской культуры в пещере Бахондильо (Bajondillo Cave) (Ма́лага, Андалусия) свидетельствуют о том, что человек современного типа жил на юге Испании 44 тыс. лет назад. Орудия труда ориньякской культуры и кости из пещеры Лапа-ду-Пикарейро (Lapa do Picareiro) в Центральной Португалии датируются возрастом от 38,1 до 41,1 тыс. лет назад. Текущие данные подтверждают заселение Европы с востока на запад, начавшееся ∼46 тыс. лет назад на Балканском полуострове в Бачо Киро. Современные люди распространялись вверх по Дунаю и вдоль кромки Средиземного моря в течение относительно короткого периода. В какой-то момент, около 43-42 тыс. калиброванных л. н., варианты начального верхнего палеолита объединились в ориньякский технокомплекс, синхронно распространяющийся по всей Евразии.
На территории Кантабрии встречаются наиболее древние находки верхнего палеолита (возраст около 35 000 лет), хотя наиболее обильные из них относятся к концу периода — это, в частности, памятники наскального искусства в крупных пещерах региона, параллели которым существовали в то же время на крайнем юге Франции (в связи с чем было введено понятие франко-кантабрийского культурного региона). Среди памятников этого периода особенно интересны пещеры Эль-Кастильо, Альтамира и Тито Бастильо. Как правило, эти настенные росписи находились в труднодоступных местах; они изображают животных в характерных позах, причём количество представленных видов довольно разнообразно (преобладают бизоны, олени и лошади). Нередко изображения накладываются друг на друга, на них видны следы ударов. Возможно, эти следы позволяют интерпретировать рисунки как игравшие магически-ритуальную роль, когда охотники, чтобы обеспечить удачу на охоте, поражали изображения животных. Изображения людей встречаются достаточно редко. Различия в наскальном искусстве Леванта и Франко-Кантабрии обусловлены климатом и образом жизни в каждом из двух регионов.
Представители граветтской культуры, жившие на стоянке Кова-де-Барриадо (провинция Аликанте, Испания) 31,3—26,9 тыс. л. н., ели наземных улиток (Otala lactea), обжаривая их на углях из сосны и можжевельника при температуре ок. 375 °C.
Во время последнего ледникового максимума (27—23 тыс. л. н.) очень холодный и сухой климат вынудил людей отступить в южные районы. Пиренейский полуостров становился всё более заселённым. Останки четырёх человек из Сериньи (Serinyà) в Испании датируются возрастом 25—27 тыс. л. н. Изучение изотопного состава костей позволило установить, что диета людей каменного века была основана на растениях и наземных животных, особенно мелких животных, таких как кролики, и в ней не было рыбы.
В пещере Пенья-Капон (Peña Capón) в провинции Гвадалахара Homo sapiens появились 26 100 л. н., что соответствует событию Хайнриха 2. Осадочный слой пещеры содержит также артефакты солютрейской (18—15 тыс. л. н.) и, возможно, граветтской (28—21 тыс. л. н.) культур.
Начиная от 25 000 года до н. э. и в течение приблизительно 4-х тысяч лет испанская пещера Нерха использовалась небольшими группами людей сезонно и заселялась пещерной гиеной в периоды, когда люди отсутствовали.
Образцы наскального искусства, обнаруженные в трёх пещерах на холме Айцбитарте (Aitzbitarte Hill) в Стране Басков на севере Испании, что представляет собой художественный стиль, ранее неизвестный на Пиренейском полуострове, схожий со стилем, известным на памятниках граветтской культуры.
Найденный в скальном убежище Лагар Вельхо (13 км от центра города Лейрия, Центральная Португалия) скелет 4-х летнего ребёнка Лагар Вельхо 1 или ребёнок Лапедо, датируется возрастом 24 500 лет до настоящего времени.
В Археологическом парке долины Коа в Португалии найдены изображения верхнепалеолитического времени, созданные первобытными художниками 23 тыс. л. н., в том числе самые большие в мире фигуры быков — три с половиной метра в высоту.
Наскальные рисунки в пещере Эрлайц, найденные на севере Испании недалеко от города Сестона (провинции Гипускоа) датируются возрастом от 22 000 до 15 000 лет.
Кластер Эль-Мирон (El Mirón Cluster) состоит из семи пост-последних максимальных ледниковых особей 19 000—14 000 л. н., которые все связаны с мадленской культурой. Из зубов, найденных 1996 году в пещере Эль-Мирон в слое возрастом 14 120±35 лет до настоящего времени, секвенировали ДНК и определили митохондриальную гаплогруппу H (ht 2). У El Miron с высокой вероятностью цвет глаз был карим (>0,99) и с высокой вероятностью были тёмные волосы (0,60—0,99). Он имел только темнокожие аллели в позициях rs16891982 и rs1426654.
Останки женщины их пещеры Кова-Гран-де-Санта-Линья в провинции Льейда датируются возрастом 14 350 — 14 100 лет назад.
Наскальные рисунки в испанской пещере Арминче (Armintxe), найденные в Бискайе (Страна Басков) в муниципалитете Лекейтио (Lekeitio), датируются возрастом около 14 тыс. лет. Рисунки лошадей, бизонов, козлов, львов относят к мадленской культуре.

## Эпипалеолит
Наступление голоцена связано с окончанием последнего оледенения. Происходит вымирание мегафауны, резкое изменение флоры и фауны, что, в свою очередь, приводит к крупным миграциям людей и изменению их образа жизни. Тем не менее, на территории Испании эти явления были менее драматичными, чем в европейских регионах к северу от неё, и многие пережитки верхнего палеолита сохраняются.
Период около 9000 — 6000 гг. до н. э. был переходным между палеолитом и неолитом. Он носит название эпипалеолит. Хронологически эпипалеолит совпадает с мезолитом и является разновидностью последнего. В этот период происходит потепление климата, экономическая диверсификация (сбор плодов, мелкая дичь, рыбалка, другие морепродукты, и др.). Возникают каменные изделия небольшого размера (микролиты), адаптированные для использования с деревянными или костяными рукоятками, что говорит о более практическом менталитете и более высокой специализации по сравнению с предшествующей эпохой. Культурные зоны — всё те же, что и в мадленскую эпоху: кантабрийская (астурийская культура), средиземноморская зона и зона побережья современной Португалии.
У представителей азильской культуры эпохи эпипалеолита из Бальма де Гилания или Бальма де ла Гвинеу (Balma Guianya) в Пиренеях (испанская провинция Льейда) определены Y-хромосомные гаплогруппы C1a1a (BAL003, 12 830—10 990 лет до настоящего времени) и I1 (BAL0051, 11 095 лет до настоящего времени) и митохондриальные гаплогруппы U5b1, U5b2a, U2’3’4’7’8’9.

## Мезолит
У темнокожих и голубоглазых мезолитических братьев из пещеры Ла Бранья-Аринтеро (La Braña 1, La Braña 2), найденных в провинции Леон (северо-запад Испании) определена Y-хромосомная гаплогруппа C1a2 (ранее обозначалась как C6) и митохондриальная гаплогруппа U5b2c1.

## Неолит

### Возникновение
Начиная с 6000 г. до н. э. на полуострове начинается эпоха неолита. Как и в других частях Европы, он был привнесён извне, в основном выходцами с Ближнего Востока, которые начали проникать на полуостров по Средиземному морю в период 6-4 тыс. до н. э., и в каждом из субрегионов их культура приобретала свои особенности, впитывая местную культуру.
Наскальный рисунок с человеком, передвигающимся по лестнице, чтобы достать улей, найден в пещере Барранко Гомес, находящейся на берегу реки Гуадалопе, датируется возрастом 7,5 тыс. лет.
Начальной точкой распространения неолита был памятник Кастельо-де-ла-Плана на восточном побережье близ Валенсии, откуда неолитические культуры (импрессо) распространились вдоль восточного и южного побережья, а также вглубь примерно до Мадрида. Западная часть Испании сохраняла мезолитический уклад ещё более тысячелетия. На первой стадии неолита, начиная с VI тыс. до н. э., на полуострове распространяется культура кардиальной керамики, для которой характерно украшение керамики отпечатками раковин сердцевидки (cardium edule). Стоянки данной культуры обнаружены в Каталонии, Испанском Леванте и Андалусии. Имеются признаки земледелия, хотя в целом это была культура скотоводческая, к тому же привязанная к водоёмам.
Во время неолита возникают земледелие и скотоводство, и вместе с этими новыми типами хозяйства население начинает переходить к оседлому образу жизни. На Пиренейском полуострове скотоводство было доминирующим видом хозяйства на большей части территории, учитывая особенности местного ландшафта. Различные аграрные и животноводческие методики привели к широкомасштабной специализации и разделению труда, что в свою очередь способствовало социальному расслоению. Появились сельскохозяйственные орудия труда — такие, как мотыги, серпы и ручные мельницы. Также распространились достаточно совершенные инструменты из древесины, рога и кости, однако главным достижением неолита была керамика, которая сыграла важнейшую роль в хранении и приготовлении пищи.

### Поздний неолит и энеолит

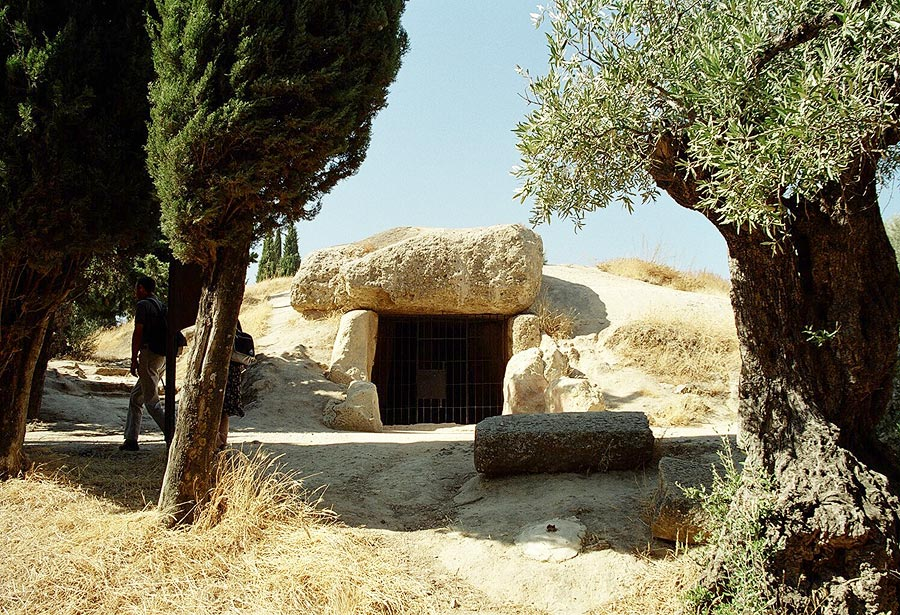
Дольмен Менга, Антекера.

Начиная с 4000 г. до н. э. начинается вторая фаза неолита. На этом этапе происходит экспансия неолитических технологий по всей территории полуострова, с образованием поселений на плоскогорьях, в долине р. Эбро и в Стране Басков. Культура ямных погребений распространяется от Каталонии до юга Франции: она характеризуется индивидуальными погребениями с погребальными дарами, покрытыми огромными массивными каменными плитами. Также данная культура обладала весьма продвинутыми технологиями изготовления керамики. Эта культура была преимущественно аграрной, и погребения указывают на социальное расслоение, возможно, по видам исполняемой работы.
С появлением сельского хозяйства приходят в упадок кочевые охотничье-собирательские племена (пережитки тарденуазской культуры).
У португальского неолитчика MonteCanelas337A.SG/MC337A (Монте-Канелас 1, 3011-2786 лет до н. э., Portugal_LN_C_o, 82 % EEF, 18 % WHG) определили Y-хромосомную гаплогрупу J2b2b2-Z42957.

## Эпоха металлов

### Медный век (халколит, энеолит)

Распространение мегалитов в Европе и на севере Африки на позднем этапе (конец 3 тыс. до н. э.)

Около 3700 г. до н. э. на юге Иберийского полуострова появляется культура мегалитов, которая распространяется от современной Альмерии, далее проходит полукругом до севера Испании по направлению часовой стрелки. В медном веке мегалиты распространяются по всей Атлантической Европе, а также в Северной Африке (Рокния). Тем не менее, североафриканские мегалиты до настоящего времени плохо изучены в связи с отсутствием систематических раскопок в этом регионе, и невозможно установить, как происходило движение мегалитической традиции — из Испании в Северную Африку или наоборот.
Использование металлов стало большим технологическим достижением и одновременно культурной вехой. Наступает век металлов. В западной археологии, тем не менее, медный век нередко рассматривается скорее как поздний этап неолита, так как использование металлургических технологий становится массовым лишь позднее, в бронзовом веке.
Наиболее важным культурным феноменом медного века и ранней бронзы были мегалиты, возникшие на раннем этапе энеолита. Они представляли собой крупные коллективные погребения и были также распространены в других местах в Атлантической Европе, куда, по-видимому, попали вместе с распространением общего религиозного культа. Мегалитические монументы весьма разнообразны: от довольно простых дольменов вплоть до коридорных гробниц, выполненных из гигантских каменных плит и затем покрытых ещё более массивными плитами, хотя иногда их конструкции включали в себя и мелкие элементы. Мегалиты встречаются по всей территории Иберийского полуострова, но чаще всего — в восточной Андалусии. Существовали с 4-го по середину 3 тысячелетия до н. э., то есть до раннего бронзового века. После этого новые мегалиты не возводятся, а старые используются последующими культурами уже для своих захоронений или других ритуальных целей.
Другим феноменом энеолита является Иберийское схематическое искусство. Его памятники локализуются в каменных жилищах в горных массивах, обычно на открытом пространстве. Искусство представляет групповые сцены с большим динамизмом, стилизованными человеческими фигурами. По сравнению с палеолитическим (мадленским) искусством франко-кантабрийского региона для неолитического левантийского искусства характерна высокая степень схематизации и абстракции.

### Ранний бронзовый век

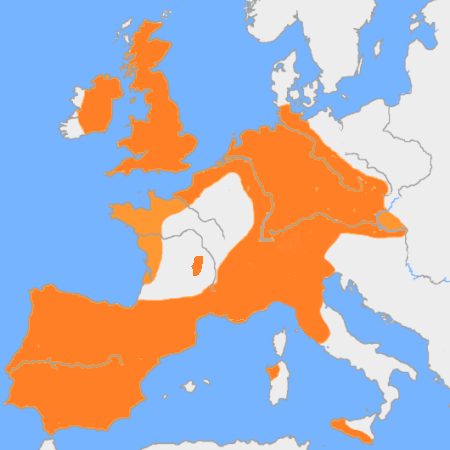
Распространение культуры колоколовидных кубков. На карте не показан север Африки, где данная культура также была распространена.

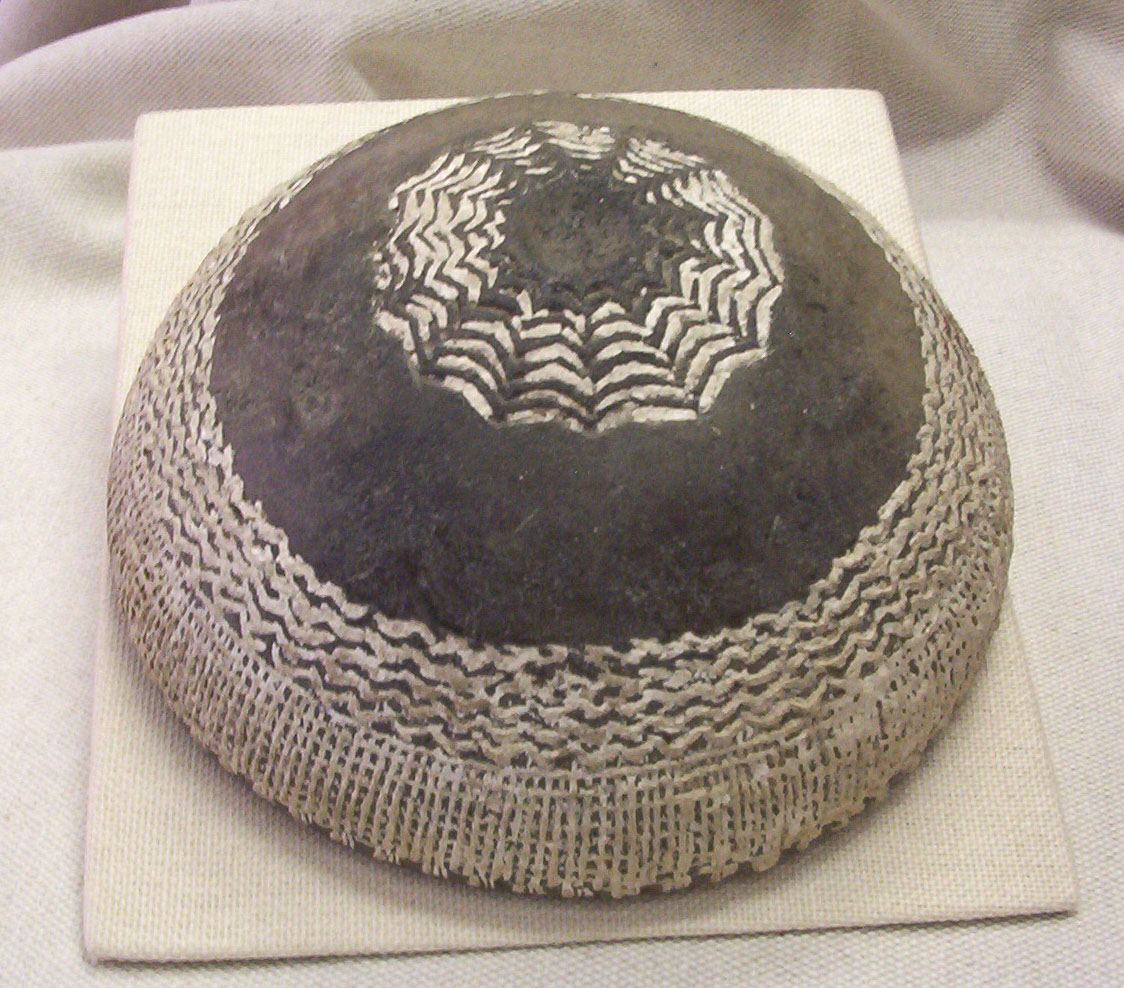
Чаша культуры колоколовидных кубков из Сьемпосуэлоса

С ранним бронзовым веком на Иберийском полуострове связаны две важных культуры. В период 2500—1800 гг. до н. э. в Мурсии и Альмерии возникает культура Лос-Мильярес, названная так по типовому захоронению. Для культуры была характерна высокая плотность населения, сельское хозяйство с развитой ирригацией. Посёлки данной культуры были обнесены мощными стенами и другими фортификационными приспособлениями.
Более поздним культурным феноменом бронзового века является традиция колоколовидных кубков, существовавшая в период 2200—1700 гг. до н. э. и распространившаяся по всей Европе. В настоящее время археологи рассматривают её не как археологическую культуру, а скорее как традицию, возможно, связанную с некими носителями, представлявшими меньшинство в тогдашних обществах. Данная традиция засвидетельствована наличием в захоронениях (относящихся к различным археологическим культурам) керамических мисок и других сосудов в виде перевёрнутого колокола в сочетании с наборами медных предметов, что свидетельствует о существовании социальных элит, отличавшихся от прочего населения уровнем своего достатка. Памятники традиции колоколовидных кубков обнаружены в устье реки Тахо в Португалии, в Каталонии, близ Мадрида (Сьемпосуэлос) и на Гвадалквивире.
В центре полуострова также существовала культура Ламанчской бронзы (Мотильяс), с укреплёнными поселениями на возвышенностях близ Гуадианы.
На Балеарских островах около 2000 г. до н. э. возникает талайотская культура, связанная, по-видимому, с миграцией из области Лангедок-Руссильон. Название этой культуры связано с крупными башнями, вероятно оборонительного характера, в виде усечённых конусов, сложенных из массивных камней, вокруг которых возникали поселения. Помимо этих башен, для данной культуры был характерен и другой тип каменных сооружений, которые получили название таула — это были массивные каменные «столы», по-видимому, жертвенные алтари по своему назначению, расположенные под открытым небом, высотой в 3-4 метра. Из них сохранилось около 30 на острове Менорка. Третий тип каменных сооружений того времени — это «навета», прямоугольное сооружение в виде силуэта корабля, завершающееся апсидом и сооружённое из крупных каменных блоков, служившее для коллективных погребений.

### Средний и поздний бронзовый век

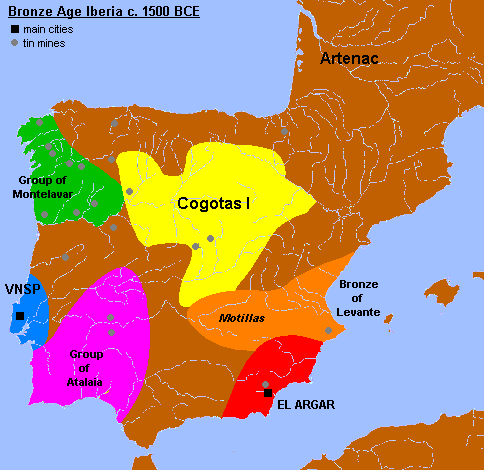
Основные культуры среднего бронзового века Иберии. Зелёный — Монтелавар, жёлтый — Коготас I, оранжевый — Мотильяс и бронза Леванте, красный — Аргар, розовый — Юго-западная бронза Иберии (горизонт Аталайя), синий — Вила-Нова-де-Сан-Педру. С севера (Аквитания) к культурам Иберии примыкал Артенак
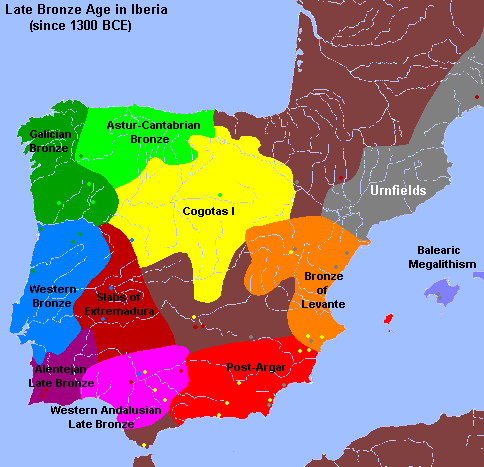
Иберийский полуостров в позднем бронзовом веке. В это время происходит эволюция старых культур, с севера приходят новые, в частности, культура полей погребальных урн. Точками указаны находки вне пределов культур, с которыми связаны их артефакты.

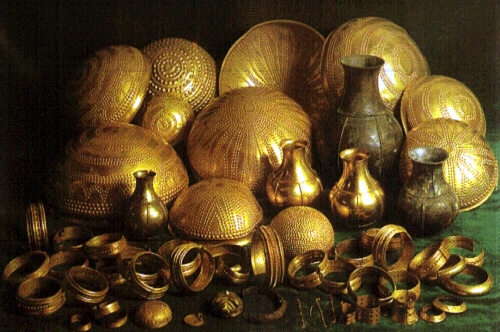
Клад из Вильены.

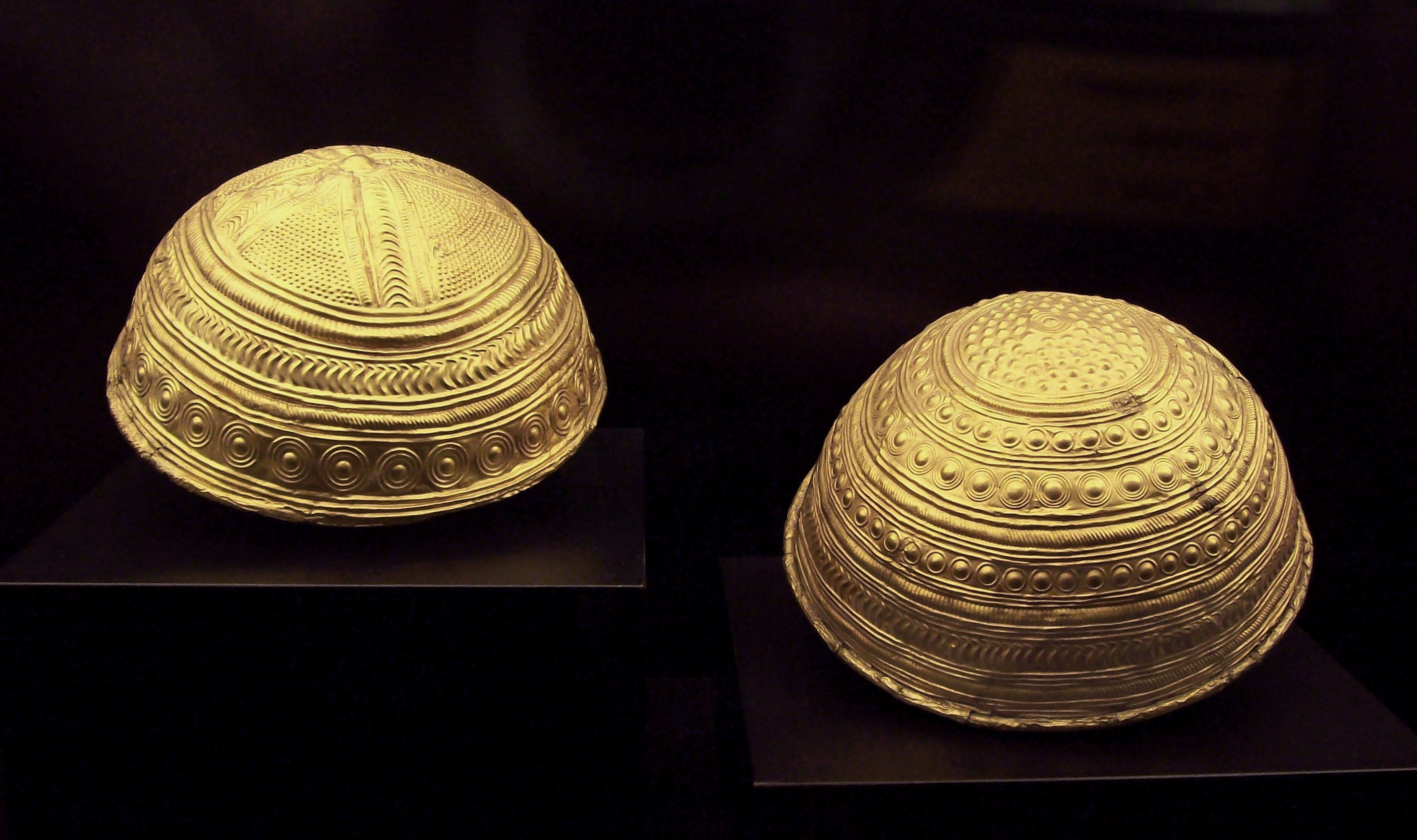
Чаши из Аштроки из чеканного золота. Финальный бронзовый век, найдены в Эксориасе (Гипускоа).

Находки на полуострове свидетельствуют о широкомасштабном торговом обмене в Средиземноморье, которые шли как с востока на запад, так и с запада на восток. На территории современных провинций Альмерия, Гранада и Мурсия развивалась Аргарская культура. Её укреплённые города имели прямоугольную планировку, были довольно крупными. Вокруг этих городов развивались земледелие и скотоводство, а также металлургия, в которой основную роль играли медь, серебро, золото и различные сплавы, например, с использованием олова для производства бронзы. Возникает власть более высокого уровня, чем клановая и родовая, и резко меняется социальная организация. Здесь возникает городская жизнь в современном смысле этого слова. Общество делилось на «касты» (социальные слои) в зависимости от доступа к металлам.
Аргарская культура поддерживала тесные контакты с другими культурами вплоть до Гуадианы, например, с такими, как культура Мотильяс на территории современных провинций Альбасете и Сьюдад-Реаль. Первоначально считалось, что последняя была всего лишь вариантом аргарской культуры, видоизменившейся по мере экспансии вглубь полуострова; в настоящее время культура Мотильяс (ламанчская бронза) считается отдельным культурным горизонтом, имевшим сильные связи с Аргарской культурой и культурой Валенсийской бронзы. Поселения данной культуры были многочисленными, однако разбросанными по большой территории. Поселения обычно располагались группами, внутри которых поддерживались связи. По своей планировке эти поселения, известные под названиями morras (провинция Альбасете) или motillas (Сьюдад-Реаль), представляли собой круговые крепости, расположенные концентрическими кругами вокруг центрального форта. В других частях полуострова аналогов данным поселениям не было.
Для данной культуры были также свойственен ещё один тип поселений, известных как castellones («небольшие замки»), поселения в пещерах, или так называемые «загоны». Некоторые поселения были весьма своеобразными, как «кранног» (разновидность свайного дома) в Эль-Асекионе, что говорило о высокой степени адаптивности данной культуры к местным условиям. Данная культура представляла собой один из субстратов, на которых позже развилась иберская культура. Сеть взаимосвязей и коммуникации, созданная людьми данной культуры, сохранялась в неприкосновенности вплоть до римской эпохи.
Контакты Аргарской культуры также простирались до Гвадалквивира, где позднее возник Тартесс.
Одновременно с подъёмом Эль-Аргара, начиная с ~ 2200 года до н. э. наблюдается полный оборот линий Y-хромосомы — почти все мужчины относятся к Y-хромосомной гаплогруппе R1b1a1a2a1a2a1-Z195 (дочерняя линия ветви R1b-DF27 субклада R1b-P312, который полностью отсутствовал в Иберии до 2400 года до н. э.). Гаплогруппа R1b-DF27 имеет высокую частоту на Пиренейском полуострове, достигая 40 % гаплогрупп Y-хромосомы как в Испании, так и в Португалии, в то время как в других местах он встречается гораздо реже. Предполагается, что происхождение этой линии лежит в северной части Испании около 4000 л. н., и, по-видимому, вскоре после этого она разделилась на подлинии с потенциальной географической дифференциацией. В частности, дочерняя к R1b1a1a2a1a2a1-Z195 линия R1b1a1b1a1a2a1b-L176.2 (ISOGG 2019—2020) чаще появляется на востоке, а линия R1b-Z220 имеет тенденцию к пику в северо-центральной части полуострова.
Проникновение через Пиренеи других культур постоянно продолжалось в течение многих столетий. Влияние этих миграций было большим во внутренней части и на севере полуострова, и практически не проявлялось на юге. Новые поселенцы были искусными в производстве и использовании орудий из железа. Волны иммигрантов приходили с двух направлений: с территорий современных провинций Наварра и Страна Басков, с одной стороны, и с востока, из Каталонии — с другой. С собой они принесли улучшенные земледельческие технологии, и заняли наименее населённые к тому времени территории Месеты. Они эксплуатировали залежи железа на севере Испании, выращивали злаки и массово разводили скот. Они доминировали в центральной и северо-западной части Испании, и в конце концов оказались правящим классом на севере испанского побережья Средиземного моря, тогда как культуры юга и юго-востока имели иной характер.
К концу этого периода (1200—1000 гг. до н. э.) через Пиренеи проникает в Иберию культура полей погребальных урн, поселения которой начинают распространяться по полуострову (первоначально вдоль восточного побережья).

### Железный век
Железный век начался около 800 г. до н. э. и продолжался до завоевания Испании римлянами, после чего наступает период классической античности. Железный век — последний этап дописьменной истории, который на территории полуострова совпал со временем его колонизации средиземноморскими народами (греками, финикийцами, карфагенянами) и народами с севера Европы (лузитанами и кельтами).
В железном веке происходит смешение автохтонных культурных черт с влиянием, привнесённым извне пришельцами. В целом культуры бронзового века плавно, без разрыва эволюционируют в культуры железного века. Археологические находки свидетельствуют о постепенной и медленной эволюции, и лишь внешние культурные и технологические новации вызывают прогрессирующую дифференциацию между народами, живущими на побережье Средиземного моря, намного более продвинутыми, и их соседями в глубине полуострова.
Происхождение железной металлургии не до конца ясно. Как и в случае бронзы, имела место рудиментарная обработка метеоритного железа, за которой позднее последовала обработка железной руды, которая, вероятно, возникла в середине II тыс. в Малой Азии (халибы), хотя некоторые исследователи считают, что она пришла из Африки. Фактически железо вплоть до примерно 1200 г. до н. э. не обрабатывалось, и даже после этого в течение многих столетий использовалось наряду с бронзой как материал для изготовления оружия, орудий труда и украшений.
Становление основ железной металлургии было длительным процессом, поскольку хотя сырьё для производства железа имелось в изобилии во многих регионах, высокая температура для его плавки (около 800 °C) делала открытие ковки железа делом случая. Первоначально в огне прожаривался каменный уголь, затем он ссыпался в колодец, где попеременно лежали слои древесного угля и железа, которые нагревались при помощи мехов. В результате получались отливки из настолько чистого железа, что после нового нагревания их можно было ковать молотом, чтобы отделить шлак и придать ему нужную форму. Этот метод не мог привести к созданию такого же эффективного оружия и предметов, как бронзовые. Только подлинная узкая специализация сделала возможным улучшение железной металлургии и её доминирование над бронзовой металлургией.
Практически невозможно точно отследить время появления на полуострове нового металла, в основном по той причине, что в течение нескольких столетий железная металлургия сосуществовала с бронзовой. Возможно, что его привезли финикийские колонисты около 1.000 г. до н. э., или даже греки, основавшие свою первую колонию Родос (ныне Росас в провинции Жирона) в VIII в. до н. э. Нельзя также забывать, что начиная с 900 г. до н. э. на полуостров начинают мигрировать кельты, которые уже были знакомы с этим металлом, и были вооружены мечами, копьями, щитами и шлемами из железа.

## Население античной эпохи

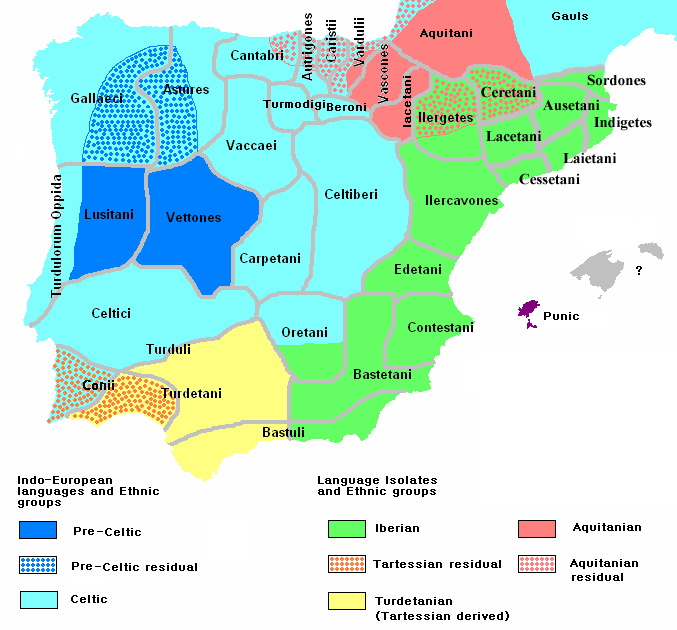
Языки на Пиренейском полуострове около 200 г. до н. э.

### Народы дописьменного периода
Лигуры упоминаются в греческих и римских источниках как народ, населявший север Испании в доисторическую эпоху; в частности, Фукидид пишет, что под ударами лигуров были вынуждены переселиться на Сицилию сиканы. В историческую эпоху лигуры на территории Испании не упоминаются; вероятно, они были полностью ассимилированы кельтами, сходство чьих обычаев с лигурскими отмечают античные авторы.
Гай Саллюстий Крисп сообщает, что балары (один из народов нурагической Сардинии) переселились из Иберии около 2000 г. до н. э.
Баски, несмотря на популярность гипотезы об их автохтонности, вряд ли обитали на большей части территории Испании в доисторическую и даже раннюю историческую эпоху. Народы, отождествляемые с басками (аквитаны, васконы) вплоть до последних веков Римской империи локализуются на юго-западном побережье современной Франции (Аквитания) и лишь незначительно затрагивают крайний север Испании в районе Бискайского залива. Надписи на баскском языке, найденные при раскопках римского города, условно именуемого Ирунья-Велея, в настоящее время признаны сфальсифицированными.

### Тартесс
Тартесс — древнейшая цивилизация на территории Иберии, существовавшая в 1 тыс. до н. э. Она находился между югом современной Португалии и устьем реки Сегура. По-видимому, у Тартесса было два разных политических и культурных центра — западный находился в долине Гвадалквивира, а восточный — в городе Мастиа, предположительно соответствующем современной Картахене.
О Тартессе известно мало, в основном по скудным греческим и римским источникам, а также немногочисленным археологическим находкам, которые мало связаны с информацией данных источников. Тартессийцы добились важного положения на полуострове поначалу благодаря своей аграрно-скотоводческой экономике, а позднее — благодаря эксплуатации шахт региона. Пик влияния этой культуры произошёл между 9 и 7 в. до н. э., и совпал с тем временем, когда финикийцы стали основывать прибрежные фактории для торговли металлами в обмен на ремесленные изделия, которые приобретала тартессийская элита.
Данный торговый обмен содействовал развитию тартессийского общества, изменил тартессийские погребальные ритуалы и, вероятно, усилил социальное расслоение. Существуют доказательства того, что тартессийская аристократия эксплуатировала население, которое работало на неё на шахтах и в полях.
Начиная с VI в. до н. э. Тартесс входит в период упадка. Наиболее вероятной, хотя и не бесспорной, причиной считается истощение руд и минеральных источников, что положило конец торговле с финикийцами, в связи с чем местное общество вернулось к прежнему образу жизни, в котором доминировали земледелие и скотоводство.

### Иберы

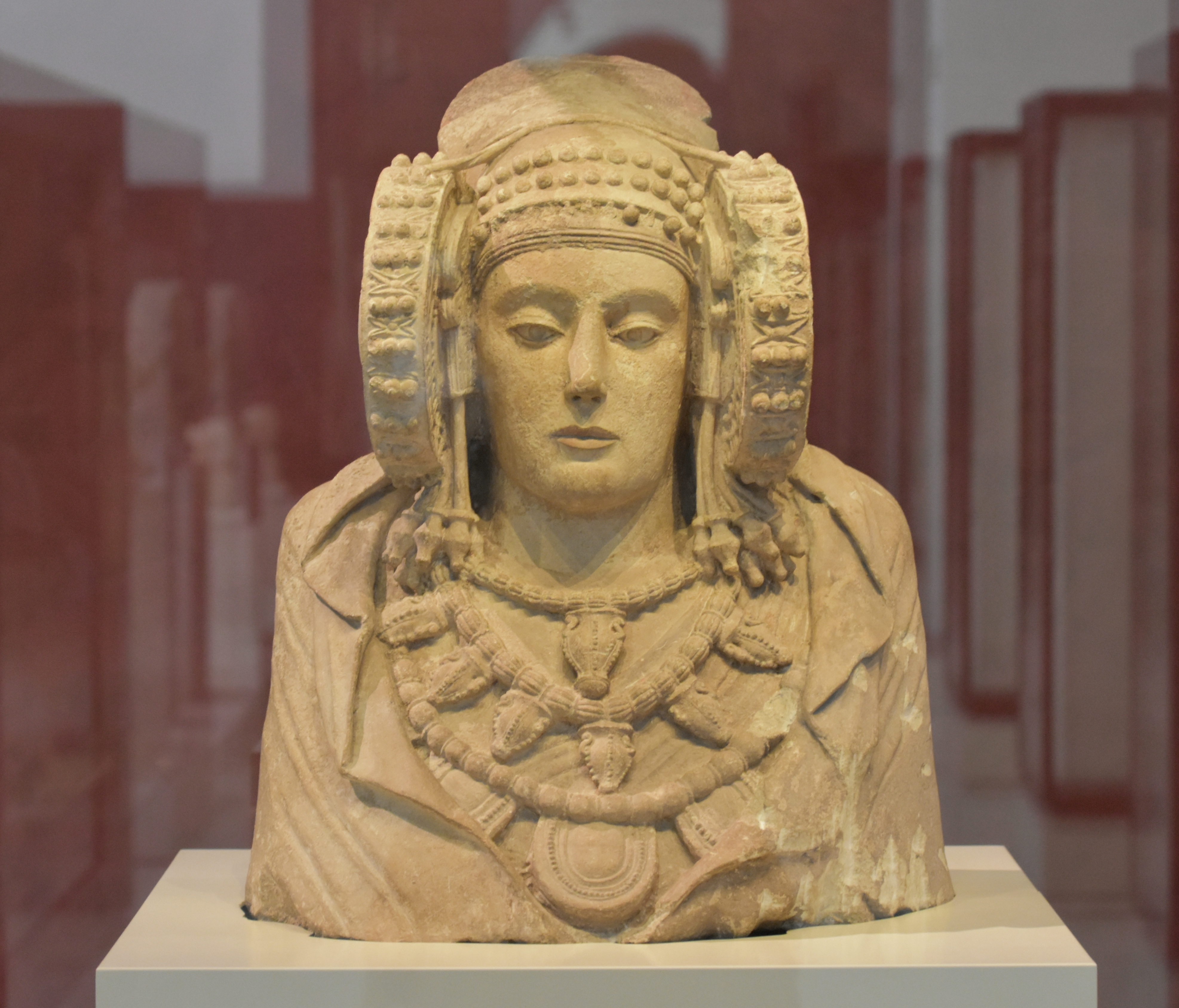
Дама из Эльче. Национальный археологический музей в Мадриде. Наиболее характерный артефакт культуры иберов — погребальная урна с выемкой на обратной стороне для помещения пепла.

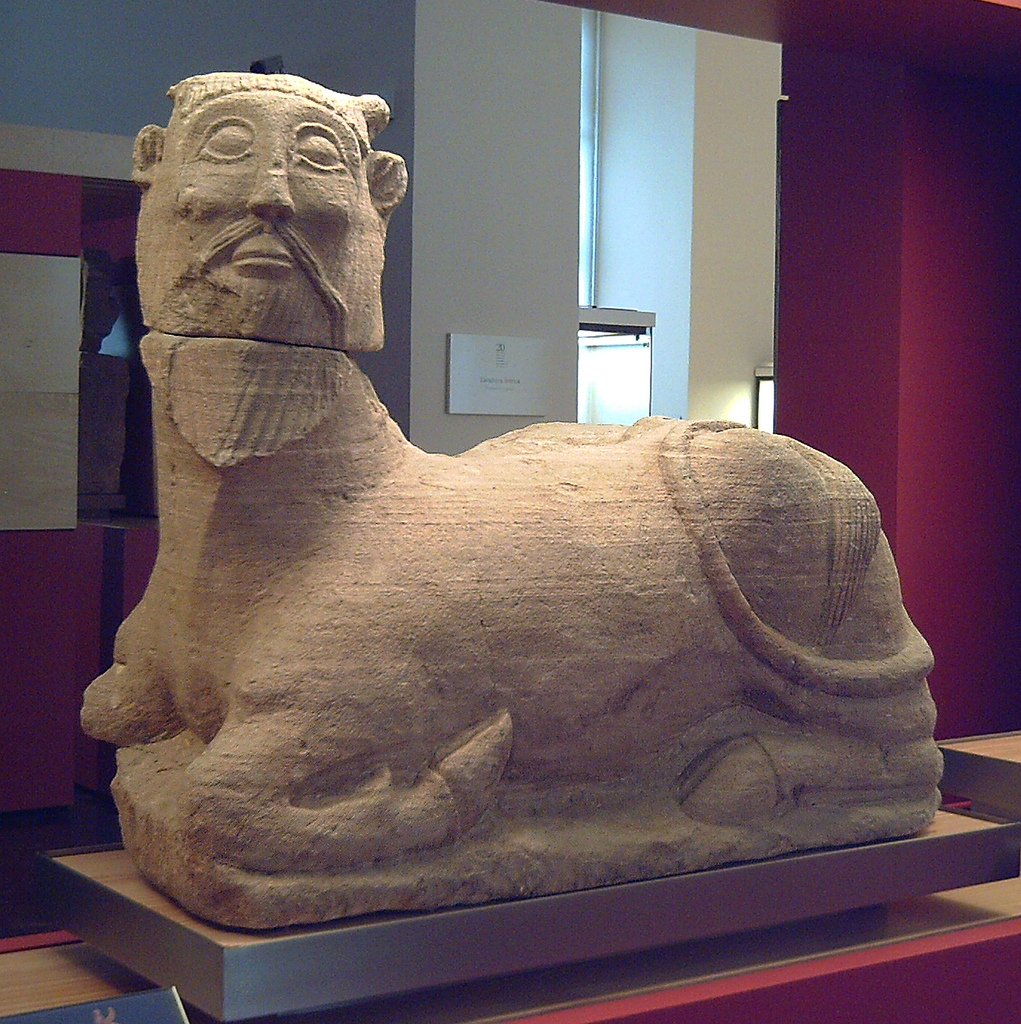
Бича из Баласоте. Национальный археологический музей в Мадриде.

Иберы населяли всю территорию Испанского Леванта, от Пиреней до Гадеса (ныне Кадис), хотя зона их влияния охватывала значительную часть территории во внутренней части полуострова, от долины реки Эбро до долины Гвадалквивира. Иберы были однородной культурой, со следами греческого и карфагенского влияния. Её основные черты, однако, связаны с эволюцией автохтонных культур бронзового века: укреплённые поселения различного размера, от городов до небольших поселений, нередко на холмах и возвышенностях. Иберы вели земледельческий и скотоводческий образ жизни, однако также торговали ремесленными изделиями и минералами с другими культурами того времени.
В период V—III вв. до н. э. разные регионы Иберии достигли разных уровней политического и социального развития. Основная часть иберской территории управлялась аристократией, которая контролировала производство сельскохозяйственной продукции и осуществляла свою власть при помощи военной силы, что хорошо видно по находкам погребальных даров, среди которых значительное место занимало оружие (в том числе знаменитая фальката), а также изображения, прославляющие воинскую доблесть. В ряде поселений имелись вожди («короли»). Завоевание Иберии сначала карфагенянами, затем римлянами, привело к замедлению развития Иберии и довольно быстрой латинизации иберского населения.
В культурной сфере иберы достигли высокого уровня. Известны письменные памятники на иберском языке, письменность которых (заимствованная из Тартесса) дешифрована, но язык остаётся непонятным. Также иберы имели характерные религиозные и погребальные обряды; в ряде городов было развито городское планирование. Среди сохранившихся произведений искусства особое место занимают скульптуры, среди которых выделяются Дама из Эльче, Дама из Басы, Дама из Серро-де-лос-Сантос и так называемая Бича из Баласоте.

### Кельты и лузитаны

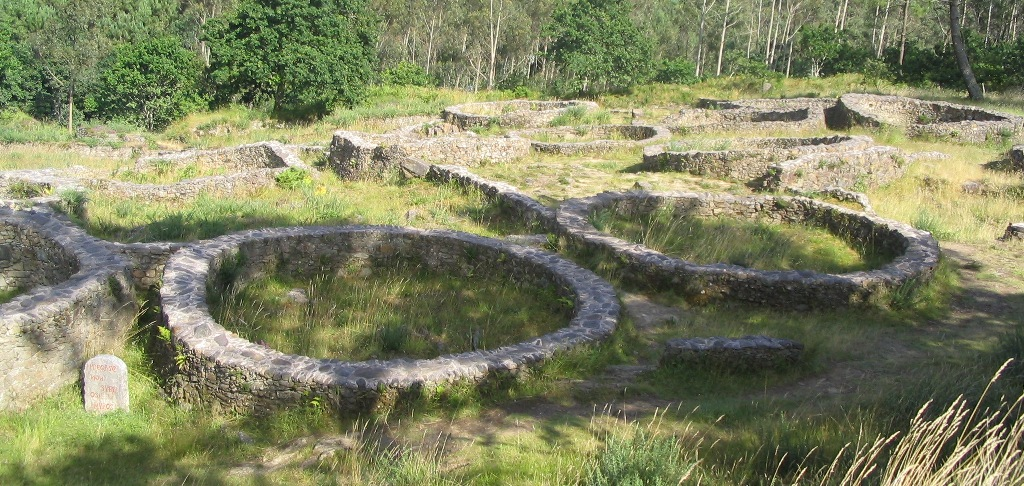
Кельтский кастро в Галисии.

Кельты в Иберии представляли собой группу племён, которые к моменту римского завоевания обитали на широких плоскогорьях в северно-центральной и западной части Иберийского полуострова. Часть кельтов, подпавших под влияние иберов и заимствовавших их культуру, называлась кельтиберы. Кельты вели земледельческий образ жизни, были довольно бедными (по сравнению с цивилизациями иберов и турдетанов). Группировались в конфедерации племенного типа. Внутри кельтских племён имелась своя аристократия. Обитали в небольших, но хорошо укреплённых поселениях. Владели технологиями железной металлургии и обработки текстиля, который очень ценили римляне.
Несмотря на явный оборонительный характер их поселений (например, Кастро в Галисии), не существует однозначных доказательств в пользу их воинственности. Известны такие крупные племенные группы, как галлеки, астуры и кантабры.
Помимо кельтов, на запад Испании одновременно с ними проникли лузитаны. Культура и язык лузитанов были близки кельтским; ряд специалистов относят лузитанский язык к италийским. Как и кельты, лузитаны были покорены и ассимилированы римлянами.

## Колонисты античной эпохи
Колонизация Иберийского полуострова в 1 тыс. до н. э. ограничивалась, как правило, небольшими и немногочисленными поселениями. Колонисты, основывавшие эти поселения, были заинтересованы не столько в захвате земель, сколько в обеспечении торговли и контроля за поставкой минеральных ресурсов в метрополии из Иберии.

### Финикийцы
Появление культур на востоке полуострова совпадает с распространением финикийского влияния на всё Средиземноморье в период до 12 века до н. э. Присутствие финикийцев ограничилось побережьем Андалусии и ограниченной зоной внутреннего влияния, что ассоциируется с поселением Тартесс.
Финикийцам приписывают основание Гадеса (современный Кадис). Что же касается даты его основания, она несколько спорная: греческие и римские источники относят его к 1100 году до н. э. Указанный город стал основным центром торговли финикийцев с Тартессом.
Хотя есть и более старые объекты, финикийские поселения встречаются на побережье Малаги и Гранады начиная с VIII в. до н. э. Это были коммерческие предприятия для налаживания постоянной торговли с центрами производства металлов в глубине полуострова, хотя также возможно, что у них была самодостаточная аграрная экономика. Вероятно, они были теми, кто ввёл в употребление производство железа, достаточно сложное, и гончарный круг.

### Карфагеняне
Максимальное присутствие карфагенян на Иберийском полуострове и прилегающих островах связано с периодом IX—III вв. до н. э. На смену отдельным финикийским торговцам пришло карфагенское государство, которое основало торговые фактории на средиземноморском побережье, откуда контролировало производство внутри полуострова, в основном шахты близ Кастуло (Линарес), и в то же время оказывало влияние на местные культуры. Основными торговыми партнёрами Карфагена были иберы и Тартесс. Балеарские острова были карфагенской колонией. Карфагенское влияние прослеживается в многочисленных изделиях керамики, погребальных дарах и т. д. В поселениях карфагенян обнаружены следы почитания богини Танит и других карфагенских богов, главным образом, в Барии (Альмерия) и Гадесе (ныне Кадис).
Согласно античным источникам, карфагенский полководец Гасдрубал Красивый в 227 г. до н. э. основал город Карт-Хадашт (ныне Картахена), вероятно, на месте прежнего тартесского города Мастиа. Картахена была обнесена стенами, быстро превратилась в крупный город и стала основной базой пунийцев на Пиренейском полуострове.
Также важное значение играла колония Эбусус (Ивиса), стратегическая морская база Карфагена на западе Средиземноморья.
Культурное влияние Карфагена на Иберийский полуостров оказалось небольшим. Возможно, палеоиспанское письмо было создано на основе финикийского. Также, возможно, у пунийцев были заимствованы некоторые технологии ремесла и сельского хозяйства.

### Греки
Хотя на территории Испании и Португалии найдено немало греческих артефактов, в особенности на территории Тартесса — в основном это керамические сосуды — лишь с 6 в. до н. э. они становятся настолько многочисленными, что можно говорить о греческой колонизации (до этого они поступали за счёт международной торговли). Порт, являвшийся опорным пунктом греческой колонизации, существовал на месте современного города Уэльва. Возможно, греки вытеснили с этой территории финикийцев, воспользовавшись упадком их цивилизации.
Античные историки упоминают многочисленные греческие колонии в Испании, однако от большинства не осталось никаких следов. Возможно, что ряд этих «колоний» на деле были иберскими или финикийскими поселениями, которые пользовались услугами греческих мореплавателей и торговали греческими товарами с населением внутренней Испании; постепенно, поддаваясь греческому влиянию, жители этих поселений могли брать греческие имена. Археологи локализуют большинство греческих (или перенявших греческую культуру) поселений на побережье Аликанте. Единственное поселение, с достоверностью отождествлённое с известным древнегреческим, находится на побережье Жироны. Его основали колонисты родом из греческого города Массилия (ныне Марсель) около 600 г. до н. э. Вскоре эта колония стала богатой и процветающей, торговавшей со внутренними территориями Испании: греки поставляли керамику, вино и уксус в обмен на соль и ткани. В период 5-4 вв. до н. э. колония выросла, была обнесена стенами, было выделено священное место. Вплоть до появления римлян колония относительно мирно сосуществовала с иберами.
Влияние греков на иберские племена, с которыми они торговали, очевидно — оно проявляется в произведениях искусства, в языковых заимствованиях и в других культурных характеристиках. Такое положение взаимопонимания между греками и автохтонными иберами и тартессийцами было «золотым веком», в ходе которого происходило приобщение локальных культур к общесредиземноморским цивилизационным достижениям.

### Римское завоевание
Победив карфагенян в ходе Пунических войн, римляне начинают заселять Испанию. С этого момента начинается письменная эпоха Испании и Португалии. Местное население к началу н. э. было ассимилировано и утратило черты автохтонных культур.